# Петер Ліпчеї
Петер Ліпчеї (угор. Lipcsei Péter, *28 березня 1972, Казінцбарцика, Угорщина) — колишній угорський футболіст, півзахисник.

### Національна збірна Угорщини з футболу
Ліпчеї захищав кольори національної збірної Угорщини з 1991 по 2005 рр. Дебютував під керівництвом Роберта Глазера в товариській зустрічі проти команди Ірландії 11 вересня 1991 року в Дьйорі, угорська збірна поступилася з рахунком 1:2.

## Досягнення
«Ференцварош»
- Чемпіон Угорщини (4): 1992, 1995, 2001, 2004
- Володар Кубка Угорщини (6): 1991, 1993, 1994, 1995, 2003, 2004
- Володар Суперкубка Угорщини (2): 1993, 1994

 «Порту»
- Чемпіон Португалії (1): 1996
- Володар Суперкубка Португалії (1): 1996